# Alex Succar
Alexander Nasim Succar Cañote (Lima, 12 agosto 1995) è un calciatore peruviano, centrocampista dell'Universitario.

## Biografia
È il fratello maggiore di Matías Succar, a sua volta calciatore.

## Carriera
Durante la tregua invernale della stagione 2017-2018, viene mandato in prestito al Sion fino al termine della stagione successiva.